# 郝廷藻
郝廷藻（1932年—），男，回族，宁夏贺兰人，经名穆撒，中华人民共和国政治人物，曾任宁夏回族自治区政协副主席，中共十二大、十三大代表。